# Lista șefilor de stat ai României în viață

Această pagină conține o listă a șefilor de stat ai României aflați în viață.

## În funcție

Nicușor Dan

## Foști șefi de stat

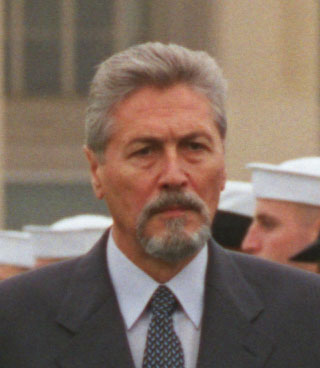
Emil Constantinescu
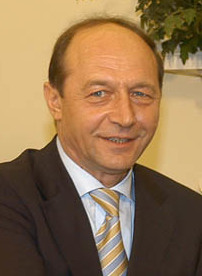
Traian Băsescu
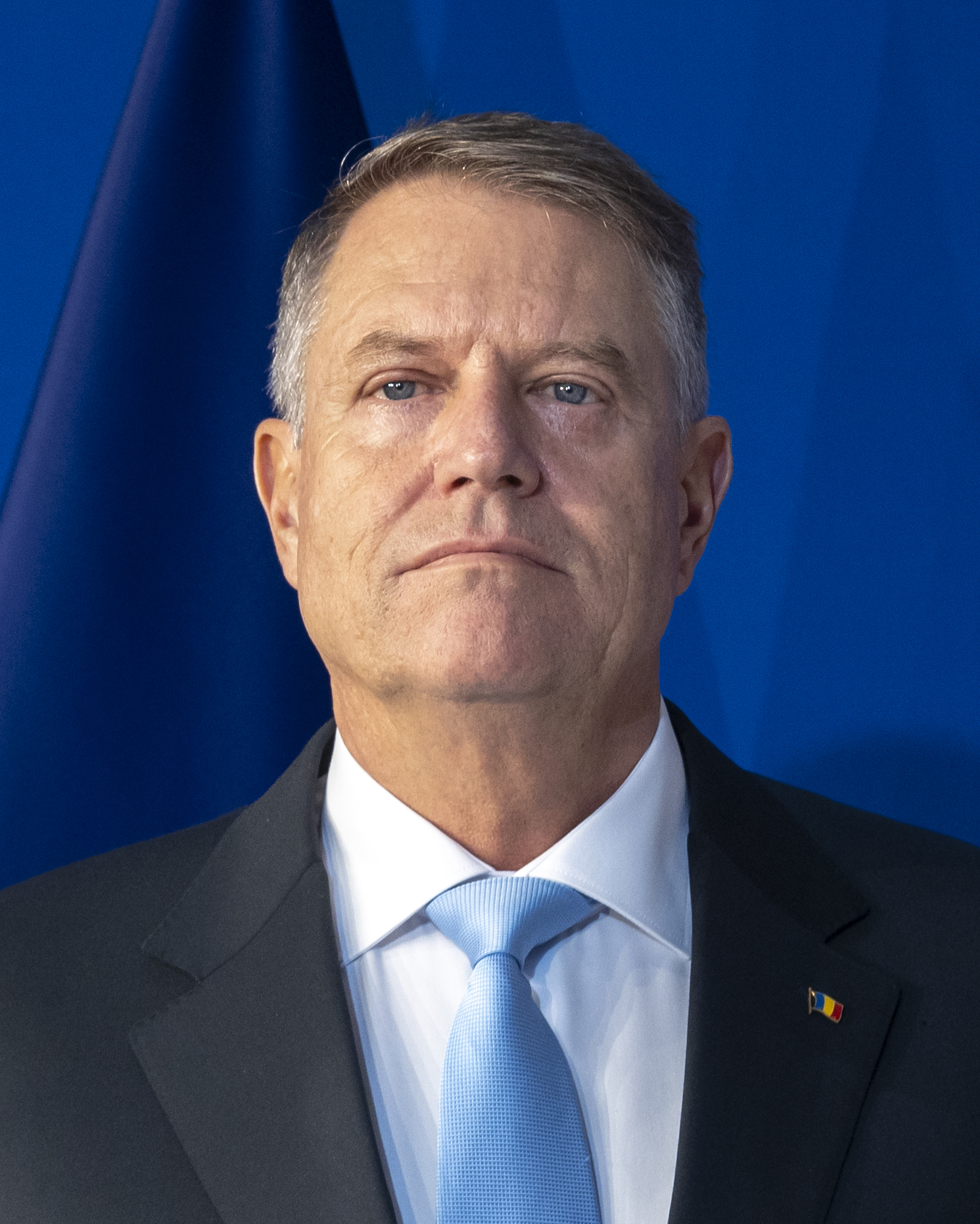
Klaus Iohannis

### Alte liste din aceeași categorie
- Lista șefilor de stat ai României
- Lista șefilor de stat ai României după data nașterii
- Lista șefilor de stat ai României după data decesului
- Lista șefilor de stat ai României după durata mandatului
- Lista șefilor de stat ai României după longevitate
- Lista șefilor de stat ai României după vârsta la preluarea funcției
- Lista șefilor de stat ai României după timpul trăit după exercitarea funcției